# Voyage 2050
Voyage 2050 ist ein langfristiges wissenschaftliches Planungsprogramm der Europäischen Weltraumorganisation (ESA). Es folgt auf das Programm Cosmic Vision und deckt den Zeitraum 2035–2050 ab.

## Verlauf
Der Planungsprozess startete in 2018 mit der Beauftragung eines Senior Science Komitees. In 2019 wurden knapp 100 Vorschläge ("White Paper") durch die wissenschaftliche Gemeinschaft eingebracht und im Folgenden auf ihre Eignung bewertet. Im Juni 2021 wurde der finale Bericht an den wissenschaftlichen Direktor der ESA übergeben.

## Zielsetzung
Die Aufgabe des Komitees war:
1. Themengebiete für drei große Weltraummissionen (L class missions) vorzuschlagen.
2. Themengebiete für mittlere Weltraummissionen (M class missions) vorzuschlagen.
3. Vorschläge für langfristige Technologie-Entwicklung vorzuschlagen, welche das Potential für wissenschaftliche Durchbrüche besitzen.

Während der Report lediglich Vorschläge für wissenschaftliche Gebiete enthält, werden die eigentlichen Missionen erst später durch offene Missionsaufrufe (call for missions) ausgewählt.

## Ergebnis

### Große Weltraummissionen

#### Monde der Gasplaneten
Ziel: Untersuchung der Bewohnbarkeit der Ozeanwelten, Suche nach Biosignaturen sowie Untersuchung des Zusammenspiels zwischen Mondinneren und oberflächennahen Strukturen.
In 03/2024 veröffentlichte das für dieses Thema zuständige Expertengremium seinen Bericht, in dem es die besten Ziele sowie Erkundungsmöglichkeiten aufführte.  Ein Start ist für die frühen 2040er Jahre vorgesehen. Als vielversprechendstes Ziel wurde der Saturnmond Enceladus identifiziert, der über flüssiges Wasser im Inneren verfügt. Zur Suche nach Biosignaturen soll die zukünftige Raumsonde Material von Enceladus direkt untersuchen. Dies könne über eine Lande-Sonde erfolgen, die optimalerweise in der Südpolregion Proben nehmen und analysieren soll. Alternativ oder zusätzlich wäre auch die Analyse von frisch ausgestoßenem Material der Südpolregion von Enceladus eine einfachere Möglichkeit. Zudem empfiehlt das Gremium zahlreiche nahe Vorbeiflüge an den Saturnmonden Mimas, Tethys, Dione, Rhea sowie Titan, um mehr über ihre innere Zusammensetzung zu erfahren und mögliche zukünftige Missionsziele zu identifizieren.
Als Alternativen zu Enceladus wurden der Saturnmond Titan und der Jupitermond Europa genannt, wobei die Suche nach Biosignaturen auf Titan als schwieriger eingeschätzt wird und eine Landemission auf Europa außerhalb des geplanten Budgets liegt.

#### Über gemäßigte Exoplaneten zur Milchstraße
Option a: Charakterisierung der Atmosphären von gemäßigten Exoplaneten mittels Beobachtungen im Infraroten. Suche nach Spuren von Methan, Kohlenmonoxid, Kohlendioxid, Wasser, Ozon und Stickoxiden.
Option b: Nachfolgemission zur GAIA Weltraummission. Jedoch Durchführung im Infraroten, um auch Sterne in der galaktischen Ebene detektieren zu können, welche im Sichtbaren durch Staubnebel verdeckt sind.

#### Untersuchung des Frühen Universums
Ziel: Beantwortung der Fragen zum Ursprung des Universums und wie sich die ersten Strukturen gebildet haben, mittels Gravitationswellendetektoren oder Präzisions-Mikrowellen-Detektoren.

### Mittlere Weltraummissionen
Themenbereiche von Missionen, die durch die ESA eigenständig durchgeführt werden könnten:
- Magnetosphärische Systeme
- Plasmaskalenübergreifende Kopplung
- Solarmagnetische Felder
- Beschleunigung der Sonnenpartikel
- Solare Polarwissenschaft
- Venusgeologie und Geophysik
- Hochpräzise Astrometrie
- Hochpräzise Asteroseismologie
- Die Rolle des mehrphasigen interstellarem Mediums bei der Sternentstehung und Galaxienentwicklung
- Erforschung des gewalttätigen und explosiven Universums bei hohen Energien: Akkretion durch kompakte Objekte und Astroteilchenphysik
- Weltraum-(Radio-)Interferometrie mit bodengestützten Teleskopen zur Erforschung der Physik von Schwarzen Löchern.
- Kartierung der kosmischen Struktur in dunkler Materie, fehlenden Baryonen und atomaren und Molekül-Linien
- Untersuchung des großräumigen intergalaktischem Mediums im lokalen Universum durch Absorptionslinien in der UV- und Röntgenstrahlung
- Quantenmechanik und Allgemeine Relativitätstheorie

Themenbereiche für Beiträge zu Missionen der NASA:
- Beitrag zu einer Mission bei den Eisriesen
- Beiträge zu den NASA-, LUVOIR-, Origins-, HabEx- oder Lynx-Konzepten
- Beitrag zu den Konzepten der NASA Interstellar Probe
- Beiträge zu Missionen, die sich auf die Ursprünge des Sonnensystems konzentrieren

### Technologie-Entwicklungen
- Kalte Atom-Interferometrie
- Röntgenstrahlen in hoher Auflösung
- Entwicklungen für zukünftige planetare Missionen
- Antrieb zum Erreichen hochheliographischer Breiten[4]